# آمبولوتاراکلی
آمبولوتاراکلی (به لاتین: Ambolotarakely) یک منطقهٔ مسکونی در ماداگاسکار است که در آنالامانگا واقع شده‌است. آمبولوتاراکلی ۲۷۷ کیلومتر مربع مساحت و ۱۰٬۵۶۰ نفر جمعیت دارد و ۹۷۱ متر بالاتر از سطح دریا واقع شده‌است.